# Ет-Тур
Ет-Тур (Ель-Тур, Тур, Тор) — адміністративний центр провінції Південний Синай в Республіці Єгипет. Населення 16 129 мешканців (2007). Розташоване на березі Суецької затоки Червоного моря — південь Синайського півострова, приблизно за 100 км їзди від Шарм-еш-Шейха. Аеропорт з внутрішніми рейсами. Невеликий порт. Готель Moses Bay Hotel.

## Назва
Історія міста Ет-Тур (Ель-Тур) сягає часів фараонів. Перші жителі називали місто Райфа (англ. Rutho, Raitho) або земля плодів оскільки місцевість була багата фініковими пальмами. В Біблії місто згадується під ім'ям Елім.

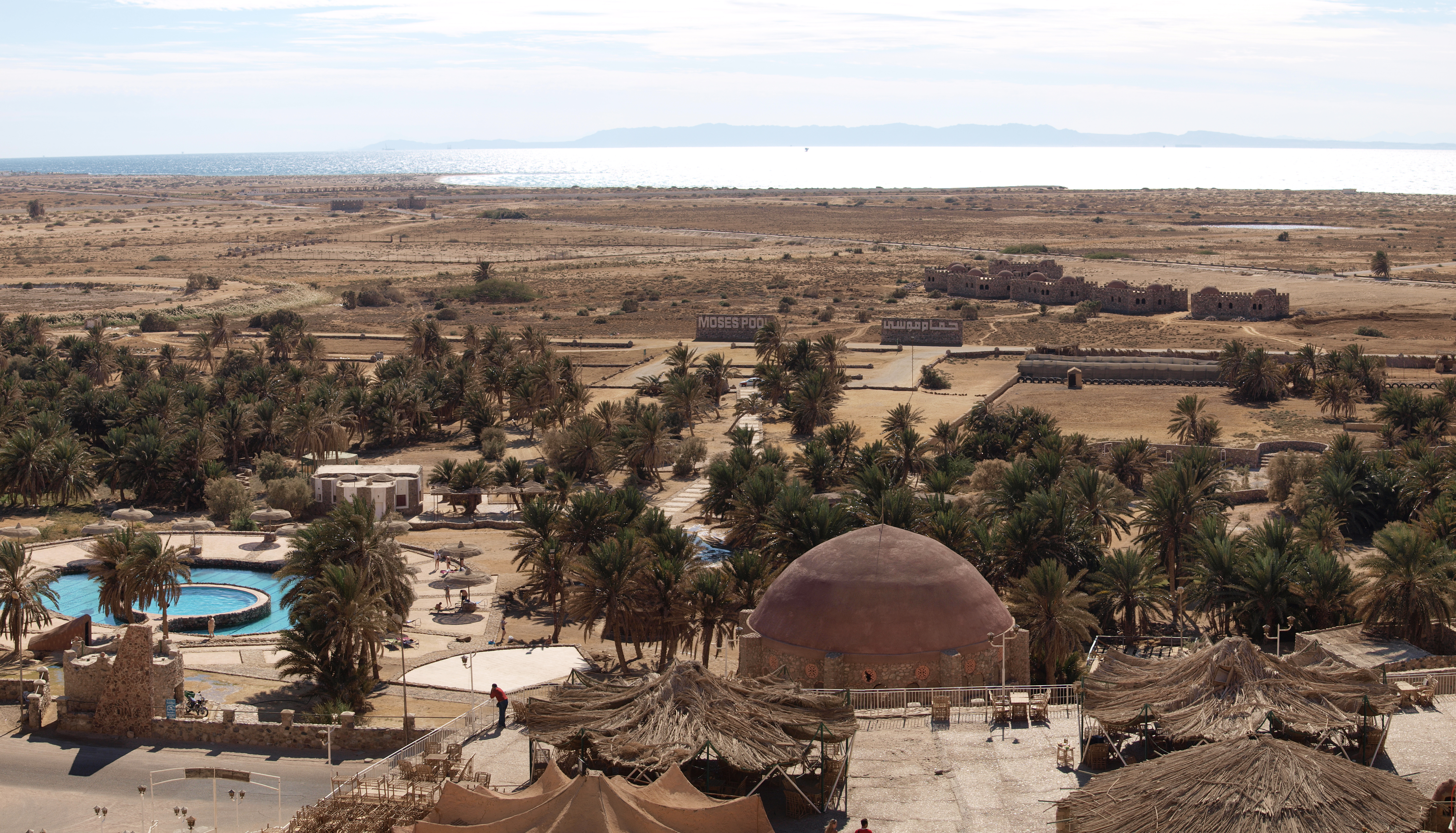
Купальні Мойсея

Сучасна найменування міста походить від арабської назви гори, на якій, згідно авраамічних релігій, пророк Мойсей отримав Скрижалі Заповіту; ця гора називається в Корані Джебаль-ет-Тур (англ. Gebel El Tur) або Тур Сіна.

## Населення
Населення Ет-Тура в 2007 році складало 16 129 жителів. Більшість з них — нащадки вихідців із бедуїнських племен: Савалаха, Аліката, Мазіна, Ауарама, Ауляд Саїд, Карараша, ДЖібалія, Хувітат.

## Цілющі води
Місто Ет-Тур відрізняється від всіх інших міст провінції тим, що в ньому є Артезіанські джерела, у тому числі так звані «Купальні Мойсея» — вода з п'яти джерел збігає в кам'яну купальню. Сірчиста вода має температуру близько 37 С°. Використовується для лікування ревматизму і шкірних захворювань.

## Клімат
| Клімат міста            | Клімат міста | Клімат міста | Клімат міста | Клімат міста | Клімат міста | Клімат міста | Клімат міста | Клімат міста | Клімат міста | Клімат міста | Клімат міста | Клімат міста | Клімат міста |
| Показник                | Січ.         | Лют.         | Бер.         | Квіт.        | Трав.        | Черв.        | Лип.         | Серп.        | Вер.         | Жовт.        | Лист.        | Груд.        | Рік          |
| Абсолютний максимум, °C | 28,8         | 29,7         | 35,9         | 38,9         | 42,6         | 42,4         | 42,5         | 40,5         | 38,2         | 35,6         | 31,7         | 28,7         | 42,6         |
| Середній максимум, °C   | 20,9         | 21,9         | 24,2         | 28,0         | 31,0         | 32,3         | 33,2         | 33,3         | 31,0         | 28,2         | 25,3         | 22,3         | 27,6         |
| Середня температура, °C | 16,1         | 17,0         | 19,9         | 23,4         | 26,2         | 27,9         | 28,9         | 29,1         | 27,6         | 24,5         | 20,7         | 17,4         | 23,2         |
| Середній мінімум, °C    | 9,5          | 10,2         | 13,5         | 17,2         | 20,3         | 23,1         | 24,0         | 24,8         | 23,2         | 19,1         | 14,4         | 11,4         | 17,6         |
| Абсолютний мінімум, °C  | 2,6          | 4,2          | 5,6          | 8,8          | 13,2         | 18,4         | 20,3         | 20,7         | 17,2         | 10,5         | 7,0          | 5,8          | 2,6          |
| Норма опадів, мм        | 0            | 0            | 0            | 0            | 0            | 0            | 0            | 0            | 0            | 1            | 1            | 5            | 7            |
| Днів з опадами          | 0            | 0            | 0            | 0            | 0            | 0            | 0            | 0            | 0            | 0            | 0            | 0,1          | 0,1          |
| Вологість повітря, %    | 53           | 51           | 53           | 55           | 56           | 57           | 59           | 63           | 66           | 61           | 58           | 55           | 57.2         |
| ----------------------- | ------------ | ------------ | ------------ | ------------ | ------------ | ------------ | ------------ | ------------ | ------------ | ------------ | ------------ | ------------ | ------------ |
| Джерело: NOAA           |              |              |              |              |              |              |              |              |              |              |              |              |              |

## Історія
Ет-Тур — найстаріше місто в провінції Південний Синай. В сусідньому селі Ель-Ваді були виявлені історичні пам'ятки часів фараонів.
В епоху римського імператора Діоклетіана близько 43 християнських монахів-самітників було вбито кочовими племенами в Раїфській пустелі, яка знаходиться між містами Ель-Тор (Раїфа) і Свята Катерина. В VI столітті візантійський імператор Юстиніан I побудував Раїфський монастир. Нині Раїфський монастир пропонується включити в список об'єктів Всесвітньої спадщини ЮНЕСКО .

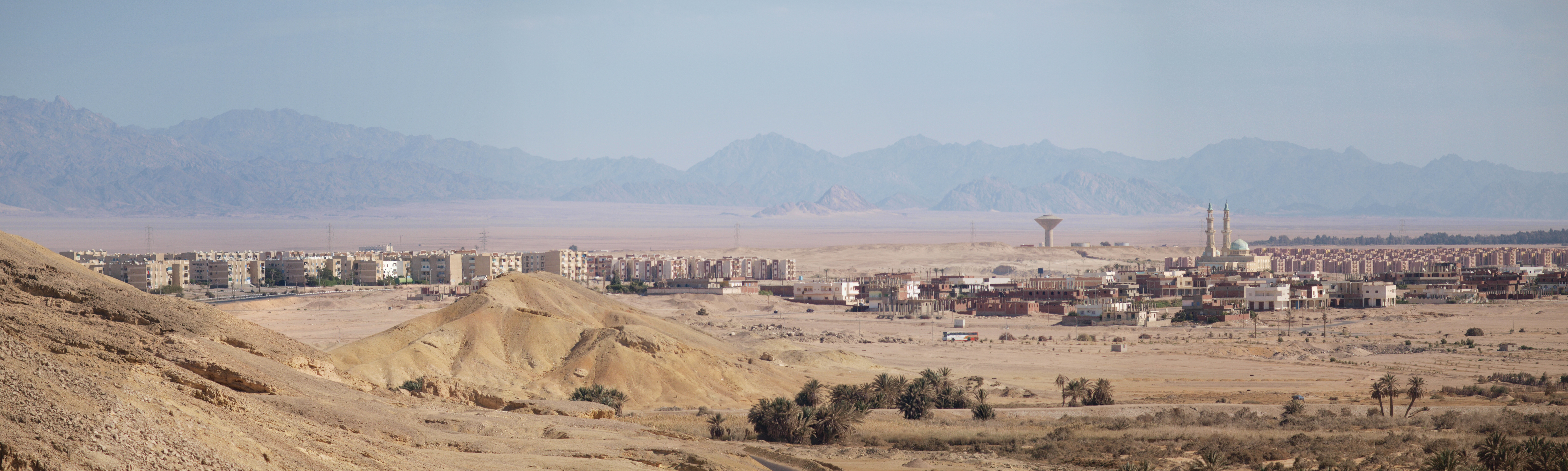

За часів мамлюків порт в Турі був основним для Єгипту на Червоному морі, у той час як Суец — лише військовим портом. І лишень в часи османського правління Суец відібрав у Тура значення найбільшого торгового порту. У свій час місто Ет-Тур було основним джерелом в Єгипті з поставок свіжої та солоної риби, проте з часом втратило і це значення.